# Gonomyia (Gonomyia) basilobata
Gonomyia (Gonomyia) basilobata is een tweevleugelige uit de familie steltmuggen (Limoniidae). De soort komt voor in het Palearctisch gebied.
De wetenschappelijke naam voor de soort werd voor het eerst gepubliceerd in 1975 door Charles Paul Alexander.